# Straßenlauf-Länderkampf der Männer 1974 BR Deutschland – Niederlande – Schweiz
| 4. Leichtathletik-Länderkampf mit bundesdeutscher Beteiligung 1974       | 4. Leichtathletik-Länderkampf mit bundesdeutscher Beteiligung 1974 |
| ------------------------------------------------------------------------ | ------------------------------------------------------------------ |
|                                                                          |                                                                    |
| Straßenlauf-Vergleich der Männer: BR Deutschland – Niederlande – Schweiz |                                                                    |
| Austragungsort                                                           | Essen                                                              |
| Wettbewerbe                                                              | 1                                                                  |
| Datum                                                                    | 3. Juni                                                            |
| 1. SUI 2. FRG 3. NLD                                                     | 8:02:05,0 h 8:06:55‚4 h 8:08:27‚4 h                                |
| Chronik                                                                  |                                                                    |
| ← FRG-GBR Geher (M)                                                      | FRG-FIN-POL00 Springer/Werfer (M) →                                |

Der vierte Vergleich des Länderkampfjahres 1974 wurde zwischen den Straßenläufern aus der Schweiz, der Bundesrepublik Deutschland und den Niederlanden ausgetragen. Die Begegnung fand am 3. Juni in Essen statt und war der einzige Länderkampf im Straßenlauf in diesem Jahr. Schon zum zwölften Mal gab es dieses Aufeinandertreffen, zuvor hatten immer die bundesdeutschen Läufer vorne gelegen.

## Wettbewerbe und Modus
Wie immer in den Straßenlauf-Länderkämpfen wurde ein Rennen über dreißig Kilometer durchgeführt. Jede Nation stellte sechs Läufer, von denen die fünf Besten über die Addition ihrer Zeiten gewertet wurden.

## Ergebnis
In der Einzelwertung lag wieder ein bundesdeutscher Läufer vorn. Doch die Addition der Zeiten ergab in der Länderkampfgesamtwertung diesmal eine andere Reihenfolge als in den vorangegangenen Begegnungen. Die auf den Rängen drei, fünf, sechs, neun und zehn platzierten Schweizer Vertreter kamen in der Summe auf 8:02:05,0 Stunden und entschieden damit diese Begegnung zum ersten Mal für sich. Etwa viereinhalb Minuten dahinter belegte die bundesdeutsche Mannschaft den zweiten Platz. Nur circa eineinhalb Minuten zurück blieb den Niederländern Rang drei.

## Legende
Kurze Übersicht zur Bedeutung der Symbolik – so üblicherweise auch in sonstigen Veröffentlichungen verwendet:
| DNF | nicht im Ziel (did not finish) |

### 30-km-Straßenlauf
| Platz | Athlet                | Land | Zeit (h)   |
| ----- | --------------------- | ---- | ---------- |
| 01    | Paul Angenvoorth      | FRG  | 1:33:13‚4  |
| 02    | Geert Janssen         | NLD  | 1:34:45‚4  |
| 03    | Hans Dähler           | SUI  | 1:35:09,0  |
| 04    | Henk Kalf             | NLD  | 1:35:50‚0  |
| 05    | Alfred Moser          | SUI  | 1:36:22‚0  |
| 06    | Fritz Schneider       | SUI  | 1:36:24,0  |
| 07    | Cor Vriend            | NLD  | 1:36:31‚0  |
| 08    | Wolf-Dieter Poschmann | FRG  | 1:36:44‚0  |
| 09    | Martin Jaggi          | SUI  | 1:36:54‚0  |
| 10    | Richard Umberg        | SUI  | 1:37:16‚0  |
| 11    | Theo Leimbach         | FRG  | 1:38:17‚0  |
| 12    | Horst Wegner          | FRG  | 1:38:29‚0  |
| 13    | Cees Verhoef          | NLD  | 1:38:40‚0  |
| 14    | Anton Gorbunow        | FRG  | 1:40:12‚0  |
| 15    | Winfried Diederich    | FRG  | 1:40:15,0  |
| 16    | Gerard Mentink        | NLD  | 1:42:41‚0  |
| DNF   | Bert van Siitveld     | NLD  | nach 25 km |
| DNF   | B. Schüll             | SUI  | nach 15 km |